# موسوو
موسوو (به بلغاری: Musevo) یک منطقهٔ مسکونی در بلغارستان است که در شهرستان آردینو واقع شده‌است.
 موسوو ۴٫۳۰۹ کیلومتر مربع مساحت و ۵۶ نفر جمعیت دارد.